# Leonardo da Silva Souza
Leonardo da Silva Souza (Andirá, 18 marzo 1992) è un calciatore brasiliano, centrocampista svincolato.

## Statistiche

### Presenze e reti nei club
Statistiche aggiornate al 18 marzo 2017.
| Stagione        | Squadra          | Campionato      | Campionato | Campionato | Coppe nazionali | Coppe nazionali | Coppe nazionali | Coppe continentali | Coppe continentali | Coppe continentali | Altre coppe | Altre coppe | Altre coppe | Totale | Totale |
| Stagione        | Squadra          | Comp            | Pres       | Reti       | Comp            | Pres            | Reti            | Comp               | Pres               | Reti               | Comp        | Pres        | Reti        | Pres   | Reti   |
| --------------- | ---------------- | --------------- | ---------- | ---------- | --------------- | --------------- | --------------- | ------------------ | ------------------ | ------------------ | ----------- | ----------- | ----------- | ------ | ------ |
| 2012-gen. 2013  | EN Paralimni     | AK              | 11         | 5          | CC              | 0               | 0               | -                  | -                  | -                  | -           | -           | -           | 11     | 5      |
| gen.-giu. 2013  | Metalurh Donec'k | PL              | 9          | 1          | KU              | -               | -               | UEL                | -                  | -                  | SU          | -           | -           | 9      | 1      |
| 2013-2014       | Qəbələ           | PL              | 31         | 7          | AK              | 2               | 1               | -                  | -                  | -                  | -           | -           | -           | 33     | 8      |
| 2014-2015       | Anži             | PFL             | 21         | 7          | KR              | 1               | 0               | -                  | -                  | -                  | -           | -           | -           | 22     | 7      |
| 2015-2016       | Anži             | PL              | 10         | 1          | KR              | 1               | 1               | -                  | -                  | -                  | -           | -           | -           | 11     | 2      |
| Totale Anži     | Totale Anži      | Totale Anži     | 31         | 8          |                 | 2               | 1               |                    | -                  | -                  |             | -           | -           | 33     | 9      |
| 2016-2017       | Partizan         | SL              | 27         | 17         | CS              | 2               | 2               | UEL                | 0                  | 0                  | -           | -           | -           | 29     | 19     |
| Totale carriera | Totale carriera  | Totale carriera | 109        | 38         |                 | 6               | 4               |                    | 0                  | 0                  |             | -           | -           | 115    | 42     |

## Palmarès

### Club

#### Competizioni nazionali
- Campionato serbo: 1

Partizan: 2016-2017
- Coppa di Serbia: 1

Partizan: 2016-2017
- Supercoppa degli Emirati Arabi Uniti: 2

Al-Wahda: 2018
Al-Ahli: 2020
- Coppa del Presidente degli Emirati Arabi Uniti: 1

Al-Ahli: 2020-2021
- Coppa di Lega emiratina: 1

Al-Ahli: 2020-2021